# Герб Алексеевки и Алексеевского района (Белгородская область)
Герб Алексеевки и Алексеевского района — официальный символ Алексеевки и Алексеевского района Белгородской области.
Принят главой местного самоуправления (30.10.1995), утвержден районным советом (08.08.1996). Автором герба Алексеевки является художник и архитектор В. Н. Ковалёв.
Официально зарегистрированный флаг города Алексеевка и Алексеевского района утвержден решением Муниципального совета Алексеевского района от 28.04.2015 № 5, внесен в Государственный геральдический регистр Российской Федерации под № 10256.. Флаг города Алексеевка и Алексеевского района разработан на основе герба Алексеевского района. Описание флага: «Прямоугольное зеленое полотнище с отношением ширины к длине 2:3, воспроизводящее желтый подсолнух».

## Описание
В зелёном поле золотой подсолнух. В вольной части — герб Белгородской области

## История герба

Герб 1970-х - 1980-х годов

Свое первый герб город Алексеевка получил в 70-х годах XX века. Он представлял собой геральдический щит французской формы, разделённый вертикально на два сектора разной ширины. На правом, узком секторе красного цвета, была сделана золотая (или лазоревая) вставка с цифрами «1685», символизирующими год основания казачьей слободы Алексеевка. На левом секторе, серебряного цвета, нанесено изображение голубого пояса, справа внизу размещена золотая чаша с вырывающимися из неё красным пламенем, а сверху — золотой диск, верхняя половина которого представляла собой головку подсолнуха, а нижняя — шестерню.
Подсолнух и шестерня символизировали тот факт, что житель слободы, крестьянин Даниил Семёнович Бокарев в 1829 году впервые в мире разработал способ получения масла из семян подсолнечник. В 1833 году в Алексеевке был построен первый в России маслодельный завод.